# Lijst van beelden in Amsterdam-Noord
Dit is een (onvolledige) chronologische lijst van beelden in Amsterdam-Noord. Onder een beeld wordt hier verstaan elk driedimensionaal kunstwerk in de openbare ruimte van de Nederlandse gemeente Amsterdam stadsdeel Noord, waarbij beeld wordt gebruikt als verzamelbegrip voor sculpturen, standbeelden, installaties, gedenktekens en overige beeldhouwwerken.
Voor een volledig overzicht van de beschikbare afbeeldingen zie de categorie Beelden in Amsterdam-Noord op Wikimedia Commons.

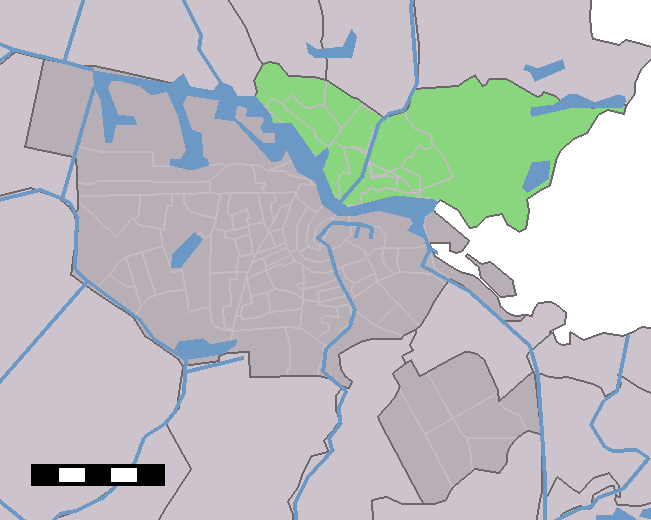
Amsterdam-Noord

| Geplaatst       | Omschrijving                                                                                      | Kunstenaar                                                                             | Locatie                                            | Wijk/buurt             | Materiaal                                                         | Afbeelding |
| --------------- | ------------------------------------------------------------------------------------------------- | -------------------------------------------------------------------------------------- | -------------------------------------------------- | ---------------------- | ----------------------------------------------------------------- | ---------- |
| 1914-1918       | Gevelsteen Zwanenplein                                                                            | onbekend                                                                               | Zwanenplein                                        | Vogelbuurt             | zandsteen                                                         |            |
| 1923            | Twee parkieten op een nest kuikens                                                                | Driekus Jansen van Galen                                                               | Zwanenplein / Koekoekstraat                        | Vogelbuurt             | zandsteen                                                         |            |
| 1925            | Joris op het paard met slangenkop                                                                 | Hildo Krop                                                                             | Schermerstraat                                     | Tuindorp Nieuwendam    | geschilderd graniet                                               |            |
| 1925            | Fluitende Faun                                                                                    | Hildo Krop                                                                             | Schermerstraat                                     | Tuindorp Nieuwendam    | graniet                                                           |            |
| 1925            | Gevelbeeld Schermer                                                                               | Hildo Krop                                                                             | Schermerstraat                                     | Tuindorp Nieuwendam    | graniet                                                           |            |
| 1928 (circa)    | Publieke Werken                                                                                   | onbekend                                                                               | Meeuwenlaan 132-136                                | Vogelbuurt             | kalksteen                                                         |            |
| 1937            | Gevelbeelden Zonnehuis achterzijde                                                                | Willem IJzerdraat/Marinus Vreugde                                                      | Zonneplein                                         | Tuindorp Oostzaan      | zandsteen                                                         |            |
| 1938            | Eendracht / Gemeenschapszin                                                                       | Frits Sieger                                                                           | Kometensingel                                      | Tuindorp Oostzaan      | natuursteen                                                       |            |
| 1938            | Borstbeeld Prof. Mr. P.J.M. Aalberse                                                              | Cephas Stauthamer                                                                      | Vegastraat 234                                     | Tuindorp Oostzaan      | Euville marbrier                                                  |            |
| 1944            | Naald van Goedkoop                                                                                | Carel Kneulman                                                                         | NDSM-plein                                         | Tuindorp Oostzaan      | steen en brons                                                    |            |
| 1947            | De barmhartige samaritaan                                                                         | Han Richters                                                                           | Wingerdweg 52                                      | Tuindorp Buiksloterham | zandsteen                                                         |            |
| 1949            | Gevelsteen Schermerstraat                                                                         | Wim van Hoorn                                                                          | Schermerstraat                                     | Tuindorp Nieuwendam    | zandsteen                                                         |            |
| 1949            | Gevelstenen Andijkstraat                                                                          | Wim van Hoorn                                                                          | Andijkstraat                                       | Tuindorp Nieuwendam    | zandsteen                                                         |            |
| 1949            | Gevelstenen Hoornsestraat                                                                         | Wim van Hoorn                                                                          | Hoornsestraat                                      | Tuindorp Nieuwendam    | zandsteen                                                         |            |
| 1949            | Gevelstenen Nibbixwoudstraat                                                                      | Ben Guntenaar                                                                          | Nibbixwoudstraat                                   | Tuindorp Nieuwendam    | zandsteen                                                         |            |
| 1950            | Oorlogsgedenkteken Tuindorp Oostzaan                                                              | Jan Havermans                                                                          | Meteorenweg                                        | Tuindorp Oostzaan      | brons en beton                                                    |            |
| 1951            | Monument voor de gevallenen van Amsterdam-Noord                                                   | Henk Dannenburg                                                                        | Mosplein (sinds 1968)                              | Bloemenbuurt           | brons                                                             |            |
| 1960            | De scheepstimmerman                                                                               | Johan Polet                                                                            | Enkhuizerplein                                     | Tuindorp Nieuwendam    | schelpkalksteen                                                   |            |
| 1961            | Spelende kinderen                                                                                 | Theresia van der Pant                                                                  | Avenhornstraat                                     | Tuindorp Nieuwendam    | kalksteen                                                         |            |
| 1964            | Peinzer                                                                                           | onbekend                                                                               | Grasweg                                            | Buiksloterham          | brons                                                             |            |
| 1967            | Kinderfiguur                                                                                      | Heleen Levano                                                                          | Th. Weeversweg                                     | Tuindorp Nieuwendam    | kalksteen                                                         |            |
| 1968            | Compositie                                                                                        | Lex Horn                                                                               | Purmerweg 46                                       | Tuindorp Nieuwendam    | tegeltableau                                                      |            |
| 1969            | Hoekstenen Vianney                                                                                | onbekend                                                                               | Volendammerweg 152                                 | Waterlandpleinbuurt    | onbekend                                                          |            |
| 1970-1972       | Compositie van tien elementen                                                                     | Wicher Meursing                                                                        | Koopvaardersplantsoen                              | Banne Buiksloot        | roestvast staal                                                   |            |
| 1970            | Noordenwind                                                                                       | Hendrik van Leeuwen                                                                    | Koedijkpad                                         | Waterlandpleinbuurt    | onbekend                                                          |            |
| 1970            | Zonder Titel                                                                                      | Frits Vanèn                                                                            | Het Breed                                          | Buikslotermeer         | staal                                                             |            |
| 1970            | Speelplastiek                                                                                     | Anton Geerlings                                                                        | Buikslotermeerplein                                | Buikslotermeer         | onbekend                                                          |            |
| 1970            | Drie pylonen                                                                                      | Ben Guntenaar                                                                          | Spinnenkop                                         | Molenwijk              | travertijn                                                        |            |
| 1971            | Staalplastiek                                                                                     | Hans IJdo                                                                              | Buikslotermeerplein                                | Buikslotermeer         | staal                                                             |            |
| 1971            | Zonder titel                                                                                      | Hans Sietses                                                                           | Sportpark De Weeren                                | Zunderdorp             | staal                                                             |            |
| 1972            | Beweging                                                                                          | Kiek Bak                                                                               | Baanakkerspad                                      | Buikslotermeer         | brons                                                             |            |
| 1972            | Phoenix                                                                                           | André Schaller                                                                         | Het Hoogt, in vijver bij Nieuwe Purmerweg          | Plan van Gool          | brons                                                             |            |
| 1972            | Zonder titel                                                                                      | Hans Sietses                                                                           | Volendammerweg                                     | Waterlandpleinbuurt    | Staal                                                             |            |
| 1972            | Familie Woezel                                                                                    | Marijke van Lis                                                                        | onbekend                                           | Molenwijk              | onbekend                                                          |            |
| 1975            | De omhelzing                                                                                      | Jan Meefout                                                                            | Waterlandplein                                     | Waterlandpleinbuurt    | onbekend                                                          |            |
| 1975            | Kubus                                                                                             | Arie Jansma                                                                            | Grasweg voorheen IJpromenade                       | Overhoeks              | onbekend                                                          |            |
| 1976            | Paard                                                                                             | Tobias Vleeshhouwer                                                                    | Dollardplein (achterzijde)                         | Buikslotermeer         | steen                                                             |            |
| 1976            | Ontmoetingsplaats                                                                                 | Shinkichi Tajiri                                                                       | Breedveld                                          | Buikslotermeer         | beton en rood asfalt                                              |            |
| 1976            | Vertikaal aksent                                                                                  | Lon Pennock                                                                            | Sneeuwbalweg 5                                     | Buikslotermeer         | geschilderd staal                                                 |            |
| 1977            | Drie Piramides                                                                                    | Flip Lambalk                                                                           | Parlevinkerpad, bij Grootzeilhof                   | Banne Buiksloot        | beton                                                             |            |
| 1977            | Wandelparkje                                                                                      | Rik van Bentum                                                                         | Amerbos                                            | Buikslotermeer         | steen                                                             |            |
| 1977            | Hemeldak                                                                                          | Hans Koetsier                                                                          | Amerbos                                            | Buikslotermeer         | verf                                                              |            |
| 1978            | Gedenkteken Atatürk                                                                               | M. Turkmen                                                                             | Atatürk                                            | Tuindorp Oostzaan      | steen                                                             |            |
| 1979            | Zonder titel                                                                                      | Nico Betjes                                                                            | Klein Zonneplein                                   | Tuindorp Oostzaan      | roestvast staal                                                   |            |
| 1980            | Ringvormig object                                                                                 | Roeli Strijk                                                                           | Florapark                                          | Tuindorp Buiksloterham | staal, zwerfkei                                                   |            |
| 1981            | Zonder titel                                                                                      | Otto Herst                                                                             | Beemsterstraat                                     | Tuindorp Nieuwendam    | roestvast staal                                                   |            |
| 1982            | Brenda                                                                                            | Lucien den Arend                                                                       | Waddenweg, bij Rode Kruisstraat                    | Tuindorp Buiksloot     | brons                                                             |            |
| 1982            | Menselijke Eenheid                                                                                | Edtih ten Kate                                                                         | Schoorlstraat                                      | Tuindorp Nieuwendam    | brons                                                             |            |
| 1982            | Gebroken Tafel                                                                                    | Hans Mantje                                                                            | Klaprozenweg                                       | Tuindorp Oostzaan      | beton en staal                                                    |            |
| 1982            | Pilonen                                                                                           | Ali Koubaa                                                                             | Perenpad, na ingang sportterrein                   | Tuindorp Oostzaan      | staal, polyester bekleding                                        |            |
| 1982            | Gesmolten Glazen Jurk                                                                             | Patula Berm                                                                            | Buikslotermeerplein, Stadsdeelkantoor              | Buikslotermeer         | glas                                                              |            |
| 1983            | Bezinningsmonument Nieuwendam                                                                     | Marius van Beek                                                                        | Purmerweg                                          | Tuindorp Nieuwendam    | brons                                                             |            |
| 1984            | Zonder Titel                                                                                      | Joop Hollanders                                                                        | IJdoornlaan                                        | Buikslotermeer         | brons                                                             |            |
| 1985            | Kralen                                                                                            | Roel Teeuwen                                                                           | Florapark                                          | Tuindorp Buiksloterham | graniet, staal                                                    |            |
| 1985            | Monument Hollandia Kattenburg                                                                     | Cephas Stauthamer                                                                      | IJplein                                            | Nieuwendammerham       | natuursteen                                                       |            |
| 1985            | onbekend                                                                                          | Pi de Bruijn                                                                           | Hagedoornplein 1                                   | Bloemenbuurt           | onbekend                                                          |            |
| 1986            | Spanjemonument                                                                                    | Eddy Roos Harm van Weerden                                                             | Plein Spanje '36-'39                               | Bloemenbuurt           | roestvast staal, brons                                            |            |
| 1986            | Mikado                                                                                            | Han Goan Lim                                                                           | Hagedoornplein 1                                   | Bloemenbuurt           | staal                                                             |            |
| 1987            | De Muur                                                                                           | Alfred Eikelenboom                                                                     | Gedempte Insteekhaven                              | Nieuwendammerham       | schuim, staal                                                     |            |
| 1988            | ADM-Monument                                                                                      | Egon Schrama                                                                           | Het Dok                                            | IJplein                | gietijzer en azobé                                                |            |
| 1988            | Zonder titel                                                                                      | Otto Heuvelink                                                                         | Kamperfoelieweg                                    | Tuindorp Buiksloterham | staal                                                             |            |
| 1988            | Plaquette moordaanslag Olof Palme                                                                 | Wim Pieterse                                                                           | Olof Palmeplein                                    | Buikslotermeer         | brons                                                             |            |
| 1990            | Monument Watersnoodramp 1960 de Zonnewijzer                                                       | Robbert Ritmeester                                                                     | Zonneplein                                         | Tuindorp Oostzaan      | baksteen en ijzer                                                 |            |
| 1990            | Bridging                                                                                          | Gerard Höweler                                                                         | Schoenerstraat                                     | Banne Buiksloot        | graniet                                                           |            |
| 1990            | Signalerend object                                                                                | Cyril Lixenberg                                                                        | Schoenerstraat                                     | Banne Buiksloot        | metaal                                                            |            |
| 1990            | Go that way                                                                                       | Ton Kalle                                                                              | Statenjachtstraat                                  | Banne Buiksloot        | graniet                                                           |            |
| 1991            | Windgolf                                                                                          | Irene Vonck                                                                            | Nageljongenstraat 150                              | Tuindorp Oostzaan      | brons                                                             |            |
| 1991            | Verzonken Stad                                                                                    | Bořek Šípek                                                                            | Meteorenweg                                        | Tuindorp Oostzaan      | roestvast staal, hout, brons                                      |            |
| 1992            | Observatorium                                                                                     | Marinus Boezem                                                                         | Buikslotermeerpark                                 | Buikslotermeer         | graniet                                                           |            |
| 1992            | Zonder Tafel                                                                                      | Shlomo Schwarzberg                                                                     | Rode Kruisstraat                                   | Buikslotermeer         | cortenstaal                                                       |            |
| 1992            | Kromwijk Monument                                                                                 | onbekend                                                                               | Ms. van Riemsdijkweg                               | Buiksloterham          | staal                                                             |            |
| 1992            | Gerrit                                                                                            | Ben Zegers                                                                             | Klinkerweg                                         | Tuindorp Oostzaan      | staal                                                             |            |
| 1992            | De Bank                                                                                           | Gerrit Velthuis                                                                        | Hoge Land                                          | Tuindorp Oostzaan      | terazzo en koper                                                  |            |
| 1994            | Schoolborden                                                                                      | Berry van Gerwen                                                                       | Varenweg                                           | Bloemenbuurt           | emaillestaal                                                      |            |
| 1995            | Silhouetten                                                                                       | Marin Kasimir                                                                          | Molenaarsweg, niet ver van kruising Noordkaperweg  | Molenwijk              | beton                                                             |            |
| 1995            | En Route                                                                                          | Marlene Staals                                                                         | Leeuwarderweg                                      | Buikslotermeer         | beton                                                             |            |
| 1995            | Twee Beelden                                                                                      | Elisabet Stienstra                                                                     | Buiksloterweg                                      | Volewijck              | brons                                                             |            |
| 1995            | Golfbreker jachthaven Aeolus                                                                      | Dirk Sterenberg                                                                        | Motorkanaal                                        | Nieuwendammerham       | onbekend                                                          |            |
| 1996            | Kijken naar hoe de bomen groeien                                                                  | Arjen Lancel                                                                           | Statenjachtstraat                                  | Banne Buiksloot        | gegalvaniseerd staal, schelpen                                    |            |
| 1996            | Zonder titel                                                                                      | André Volten                                                                           | Grasweg, bij veersteiger Distelweg                 | Buiksloterham          | staal                                                             |            |
| 1997            | Kunstplein                                                                                        | Barbara Broekman                                                                       | Buikslotermeerplein                                | Buikslotermeer         | onbekend                                                          |            |
| 1998            | Bij heldere hemel ziet men..                                                                      | Ton Kalle                                                                              | Nieuwendammerdijk 526R                             | Nieuwendam             | graniet                                                           |            |
| 1999            | Borstbeeld Arie Keppler                                                                           | Constance Wibaut                                                                       | Aldebaranplein                                     | Tuindorp Oostzaan      | brons                                                             |            |
| 1999            | Poort van Nieuwendam                                                                              | Marcel Smink                                                                           | Zuiderzeeweg                                       | Nieuwendam             | beton                                                             |            |
| 1999            | Hof der Herinnering                                                                               | Nicolas Dings                                                                          | Beemsterstraat                                     | Tuindorp Nieuwendam    | aluminium en brons                                                |            |
| 1999            | Drijfbeeld                                                                                        | Joep van Lieshout                                                                      | Lange Vonder                                       | Oostzanerwerf          | onbekend                                                          |            |
| 1999            | Lichtlijn                                                                                         | Saline Verhoeven                                                                       | Netwerkweg                                         | Keerkringpark          | roestvrij staal                                                   |            |
| 2000            | Fokkermonument                                                                                    | onbekend                                                                               | Buikslotermeerdijk                                 | Buikslotermeer         | brons, natuursteen                                                |            |
| 2000            | Danseres met tamboerijn                                                                           | Fioen Blaisse                                                                          | Purmerweg                                          | Tuindorp Nieuwendam    | brons                                                             |            |
| 2000            | Glaswand Bomen                                                                                    | onbekend                                                                               | Buikslotermeerplein                                | Buikslotermeer         | beschilderd glas                                                  |            |
| 2000            | Staat van zijn                                                                                    | Wendy Ernst                                                                            | Durgerdammerdijk                                   | Durgerdam              | beton                                                             |            |
| 2000            | The cloud and the peach                                                                           | Ton Kalle                                                                              | Beeldenbos                                         | Nieuwendam             | marmer                                                            |            |
| 2001            | De haas en de schildpad                                                                           | Stephen J. Shanabrook                                                                  | Statenjachtstraat                                  | Banne Buiksloot        | onbekend                                                          |            |
| 2001            | The Waiting II                                                                                    | Anneke de Witte                                                                        | NDSM-pier                                          | Buiksloterham          | aluminium en cortenstaal                                          |            |
| 2001            | Mosselbestekjurk                                                                                  | Patula Berm                                                                            | Buikslotermeerplein, Stadsdeelkantoor              | Buikslotermeer         | Gesmolten bullseyeglas in combinatie met bestek en mosselschelpen |            |
| 2001            | Spaanse peperjurk                                                                                 | Patula Berm                                                                            | Buikslotermeerplein, Stadsdeelkantoor              | Buikslotermeer         | Gesmolten bullseyeglas met spaanse pepers                         |            |
| 2001            | Vijf honden                                                                                       | Lies Verheyen                                                                          | IJpromenade                                        | Overhoeks              | beton                                                             |            |
| 2002            | Vliegend hert                                                                                     | Theo Schepens                                                                          | Volendammerweg / IJdoornlaan                       | Waterlandpleinbuurt    | edelstaal                                                         |            |
| 2002            | Zeventig diamanten                                                                                | Suzan Drummen                                                                          | Avenhornstraat                                     | Tuindorp Nieuwendam    | glasachtig                                                        |            |
| 2003            | Cirkelbank                                                                                        | Marianne Meinema                                                                       | Nieuwendammerdijk                                  | Nieuwendam             | brons                                                             |            |
| 2005            | Players and supporters                                                                            | Hartmut Wilkening                                                                      | Buiksloterweg                                      | Volewijck              | brons                                                             |            |
| 2005            | The last dance Dansend paar                                                                       | Herman Lamers                                                                          | G.J. Scheurleerweg                                 | Buikslotermeer         | aluminium                                                         |            |
| 2006            | Noordbeeld                                                                                        | Ellert Haitjema                                                                        | Meeuwenlaan                                        | Vogelbuurt             | brons                                                             |            |
| 2006            | Straatpoëzie Tuindorp Oostzaan                                                                    | Toon Tellegen                                                                          | diverse gevels                                     | Tuindorp Oostzaan      | acryl                                                             |            |
| 2006            | Moeder en kind                                                                                    | Loes Verbeek                                                                           | Hagedoornweg bij Sint-Rosaklooster                 | Tuindorp Buiksloterham | brons                                                             |            |
| 2007            | Nieuw Vredelust 1977                                                                              | Tobias Snoep                                                                           | Bosplaat 74                                        | Tuindorp Nieuwendam    | onbekend                                                          |            |
| 2008 / 2012     | Zilveren manen                                                                                    | Berend Strik                                                                           | Waterlandplein                                     | Waterlandpleinbuurt    | natuursteen en diverse soorten graniet                            |            |
| 2009            | Pride                                                                                             | Ronald A. Westerhuis                                                                   | Grasweg                                            | Buiksloterham          | roestvast staal                                                   |            |
| 2010            | Verzonken schepen                                                                                 | Leerlingen van het Clusius College                                                     | Rotonde Nieuwe Purmerweg / Nieuwe Leeuwarderweg    | Buikslotermeer         | cortenstaal                                                       |            |
| 2010            | Any way the wind blows                                                                            | Ton Kalle                                                                              | Nieuwendammerdijk voor 538                         | Nieuwendam             | graniet                                                           |            |
| 2010            | mozaïekbank                                                                                       | Kunstenaarscollectief Almascien                                                        | Alkmaarstraat                                      | Waterlandpleinbuurt    | aardewerk mozaïek                                                 |            |
| 2010            | Meerpalen                                                                                         | onbekend                                                                               | IJpromenade                                        | Overhoeks              | onbekend                                                          |            |
| 2010            | onbekend                                                                                          | Kunstenaarscollectief Hotmamahot                                                       | Zonneplein                                         | Tuindorp Oostzaan      | muurschildering                                                   |            |
| 2011            | Noorderklankpark                                                                                  | Hans van Dorp                                                                          | Noorderpark                                        | Bloemenbuurt           | cortenstaal                                                       |            |
| 2011            | WOEI! een windmolenpark                                                                           | Sjoukje Gootjes / Lobke Meekes en leerlingen van basisscholen                          | Noorderpark                                        | Bloemenbuurt           | o.a. hout                                                         |            |
| 2011            | Armen met boodschappentassen (9 stuks)                                                            | Ellen Klijzing (armen en handen) / Sylvia Fennis (tasjes met teksten en totaalconcept) | Van der Pekstraat                                  | Van der Pekbuurt       | koperoxide kleurig                                                |            |
| onbekend / 2011 | Triomf                                                                                            | J.H. Ruijter                                                                           | IJpromenade                                        | Overhoeks              | brons, overgoten met beton                                        |            |
| 2011            | Diversity in one (De rode ging in februari 2022 verloren)                                         | Henk Fakkeldij                                                                         | Gedempte Insteekhaven                              | IJplein                | buitencanvas                                                      |            |
| 2012            | mozaïekdieren                                                                                     | Kunstenaarscollectief Almascien                                                        | Volendammerweg, Markengouw en Dijkmanshuizenstraat | Waterlandpleinbuurt    | aardewerkscherven                                                 |            |
| 2012            | Marktkraam                                                                                        | Marianne Houtkamp                                                                      | Distelweg                                          | Buiksloterham          | brons                                                             |            |
| 2013/2016       | So what..(Miles Davis)                                                                            | Ton Kalle                                                                              | Backupstraat 1                                     | Buiksloterham          | graniet                                                           |            |
| 2013            | 5 mei Tafel                                                                                       | Stichting Stadshout, naar een idee van Arne Hendriks en Partizan Publik                | IJpromenade (later door de hele stad)              | Overhoeks              | stadshout                                                         |            |
| 2013            | onbekend                                                                                          | ? Telmo / ? Miel                                                                       | IJpromenade                                        | Overhoeks              | onbekend                                                          |            |
| 2013            | onbekend                                                                                          | Ma'Claim                                                                               | IJpromenade                                        | Overhoeks              | onbekend                                                          |            |
| 2013            | onbekend                                                                                          | Adele Renault en Lisa Roze                                                             | Ridderspoorweg                                     | Buiksloterham          | onbekend                                                          |            |
| 2013            | Ginds                                                                                             | Jeroen Bisscheroux                                                                     | NDSM-terrein                                       | Buiksloterham          | onbekend                                                          |            |
| 2013            | Ontmoetingsplaats 21e eeuw                                                                        | Studio Tjep                                                                            | Waterlandplein                                     | Waterlandpleinbuurt    | onbekend                                                          |            |
| 2015            | Visvrouw                                                                                          | Karin Beek                                                                             | Purmerweg                                          | Tuindorp Nieuwendam    | brons                                                             |            |
| 2016            | Plaquette Jos de Rooij                                                                            |                                                                                        | Mosplein                                           | Bloemenbuurt           | marmer                                                            |            |
| 2016            | The Dutch Windmill (Bep van Klaveren)                                                             | Fred van Mourik                                                                        | Bep van Klaverenboulevard                          | Banne Buiksloot        | steen                                                             |            |
| 2016/2018       | Monoilith                                                                                         | Zoro Feigl                                                                             | NDSM-terrein (2018)                                | Buiksloterham          | staal, rubber, elektromotor                                       |            |
| 2017            | Let me be myself (Anne Frank)                                                                     | Eduardo Kobra                                                                          | NDSM-terrein, op de Lasloods                       | Buiksloterham          | spuitbussen verf                                                  |            |
| 2017            | De Poorten van Noord                                                                              | Margit Lukács/Persijn Broersen                                                         | Noorderpark (metrostation)                         | Nieuwendammerham       | baksteen/metselwerk                                               |            |
| 2018            | Monument to the unsung Tijdelijke opstelling                                                      | Walid Siti                                                                             | Tolhuistuin                                        | Amsterdam-Noord        | beton/hout                                                        |            |
| 2018            | Rebirth magick Beeld stond eerst in Leiden                                                        | Camile Smeets                                                                          | NDSM-terrein/NDSM-plein                            | Amsterdam-Noord        | beton                                                             |            |
| 2018            | Serie Friendly Fire van 11 putdeksels ter herdenking Fokker-bombardementen                        | Hester Oerlemans                                                                       | van der Pekbuurt                                   | Amsterdam-Noord        | gietijzer, epoxyhars                                              |            |
| 2018            | Flyways                                                                                           | Harmen Liemburg                                                                        | Metrostation Noord                                 | Amsterdam-Noord        | getekende vogels op zwarte tegels                                 |            |
| 2018            | Hamerkop                                                                                          | Daan Meeuwig                                                                           | Mokerstraat / Aambeeldstraat                       | Vogelbuurt             | cortenstaal                                                       |            |
| 2018            | onbekend                                                                                          | Camile Smeets en Natasja Alers                                                         | BovenIJ Ziekenhuis                                 | Amsterdam-Noord        | o.a. klei                                                         |            |
| 2019            | Dansende figuur                                                                                   | Jan Sierhuis                                                                           | Haven van Nieuwendam                               | Tuindorp Nieuwendam    | roestvrij staal                                                   |            |
| 2019            | Vrouwfiguur                                                                                       | Theo Niermeijer                                                                        | Beeldenbos                                         | Tuindorp Nieuwendam    | Schroot                                                           |            |
| 2020            | Gedenkplaat ontstaan Schellingwouderbreek                                                         | Hendrik Hollander / Marno Wolters                                                      | Volendammerweg                                     | Tuindorp Nieuwendam    | cortenstaal                                                       |            |
| 2020            | Vreemde vogels                                                                                    | Fredie Beckmans                                                                        | Overhoeksplein                                     | Overhoeks              | PUR/polyester                                                     |            |
| 2021            | Tower of Power                                                                                    | Kinderen van De Kleine Wereld en kunstenaars van Operatie Periscoop                    | Zilverberg                                         | Tuindorp Nieuwendam    | hout                                                              |            |
| 2021            | Muurschildering                                                                                   | onbekend                                                                               | Zilverberg                                         | Tuindorp Nieuwendam    |                                                                   |            |
| 2021            | Spiegelgedicht                                                                                    | Zaïre Krieger                                                                          | naast Stadsdeelkantoor Noord                       | Tuindorp Nieuwendam    |                                                                   |            |
| 2022            | Het geluid van Noord                                                                              | Marthe Haverkamp                                                                       | Van der Pekplein                                   | Van der Pekbuurt       |                                                                   |            |
| 2022            | Gedenkteken Lancaster                                                                             | Naar een tekening van Marvano                                                          | Noorderpark (metrostation)                         | Amsterdam-Noord        |                                                                   |            |
| 2022            | Keienmonument                                                                                     | Serge Ligthart                                                                         | Oostzanerdijk Kometensingel                        | Tuindorp Oostzaan      | steen                                                             |            |
| 2023            | Ecologische voetafdruk                                                                            | Leerlingen Hyperion Lyceum                                                             | Elsje Christiaensbrug                              | Van der Pekbuurt       | verf                                                              |            |
| 2023            | Studio Slijper Werk van Lady Aiko (links: Bunny is chilling) en York One (rechts: Studio Slijper) | Diverse                                                                                | Slijperstraat                                      | Klaprozenbuurt         | verf                                                              |            |
| 2023            | L'éolien 2.0 (ook: Windboom)                                                                      | Jérome Michaud-Larivière                                                               | Grasweg 31                                         | Buiksloterham          |                                                                   |            |
| 2023/2024       | Visser verwijderd tussen maart en augustus 2024                                                   | Street Art Frankey                                                                     | Johan van Hasseltkanaal                            | Ridderspoorbuurt       | onbekend                                                          |            |
| onbekend        | Gedenksteen voor de architect Jan Voorberg                                                        | onbekend                                                                               | Hollandia Kattenburgpad                            | Nieuwendammerham       | beton                                                             |            |
| onbekend        | Anker                                                                                             | onbekend                                                                               | Het Dok                                            | Nieuwendammerham       | ijzer                                                             |            |
| onbekend        | Anker                                                                                             | onbekend                                                                               | Cornelis Douwesweg                                 | Tuindorp Oostzaan      | ijzer                                                             |            |
| onbekend        | Reliëf Verschure & Co                                                                             | onbekend                                                                               | Zamenhofstraat 150                                 | Vogeldorp              | onbekend                                                          |            |
| onbekend        | Gevelbeeld                                                                                        | onbekend                                                                               | Bremstraat 4                                       | Van der Pekbuurt       | brons                                                             |            |
| onbekend        | IJzeren boom                                                                                      | onbekend                                                                               | NDSM-plein                                         | NDSM-terrein           | cortenstaal                                                       |            |
| onbekend        | onbekend                                                                                          | onbekend                                                                               | Noordwal                                           | Nieuwendammerham       | onbekend                                                          |            |
| onbekend        | Bosvrouw                                                                                          | Jan Broerze                                                                            | Beeldenbos                                         | Nieuwendam             |                                                                   |            |
| onbekend        | Boomfiguren                                                                                       | Wim Tap                                                                                | Beeldenbos                                         | Nieuwendam             | hout                                                              |            |
| onbekend        | onbekend                                                                                          | onbekend                                                                               | Beeldenbos                                         | Nieuwendam             |                                                                   |            |
| onbekend        | De Wachter                                                                                        | Ton Kalle                                                                              | Beeldenbos                                         | Nieuwendam             | graniet                                                           |            |
|                 | Peer                                                                                              | onbekend                                                                               | Markerveld                                         | Amsterdam Noord        |                                                                   |            |
|                 | Spoor van ballonvormige objecten                                                                  | onbekend                                                                               | Paltrok, Torenmolen                                | Amsterdam Noord        |                                                                   |            |
|                 | onbekend Breedveld                                                                                | onbekend                                                                               | Breedveld                                          | Amsterdam Noord        |                                                                   |            |

Centrum · Westpoort · West · Nieuw-West · Zuid · Oost · Zuidoost · Noord · Weesp